# Ramón Ferreiro Lago
Ramón Ferreiro Lago (Mondoñedo, 20 de enero de 1872 - Carballino, 25 de julio de 1962) fue un abogado, escritor y periodista español.

## Trayectoria
Hijo de Jesús Ferreiro Hermida y Pascuala de Lago Baamonde Montenegro Pérez Villarmea. Estudió Derecho. Fundó en Valladolid la Revista Notarial de Castilla la Vieja (1898). Ingresó como notario por oposición en 1907. Fue notario en Ledesma (1912), Belchite (1915), Cerdedo (1916), Rábade (1918)y Villalba (1924), donde fundó la Unión Ciudadana Anticaciquil de la que fue secretario.En 1925 se hizo notario en Lodosa (Navarra) y al año siguiente en Carballino.
En Carballino dirigió los diarios Hermandad (1928), Vanguardia Republicana (1931) y La Tribuna Forense Gallega. Colaboró en Faro Villalbés. Militó en el Partido Republicano Gallego y después se integró en Izquierda Republicana, de la que fue elegido presidente en Carballino.En noviembre de 1934 pasó a ser notario de Carballo.
Con el golpe de Estado del 18 de julio de 1936 fue juzgado en La Coruña por rebelión y su proceso fue sobreseído. Fue juzgado de nuevo en La Coruña en 1939 por injurias al jefe del Estado, acusado de insultar a Franco durante una representación teatral, y nuevamente sobreseído. Durante el franquismo fue notario en La Estrada (1940) y Sueca, donde se jubiló en 1947.
Fue caballero de la Orden de Alfonso XII y comendador de la Orden de Sabela la Católica. Murió en Carballino el 25 de julio de 1962.

## Obra
- Código civil. Cuestiones selectas, 1897.
- Condición juridica de la mujer. Estudio filosófico, historico y del código civil, 1902.
- El gobierno de Sancho. Estudio filosófico-crítico (con José María de Mariscal y Luis), 1905.
- Los nuevos horizontes del Derecho civil y el provenir de la institución notarial, 1917.

## Vida personal
Se casó con Concepción Rodríguez Meyre en 1906.Era tío de Fernando, Ramón Ferreiro Rodríguez y Julio García-Gabilán Ferreiro.